# Батлер Тауншип (округ Батлер, Пенсільванія)
Батлер Тауншип (англ. Butler Township) — селище (англ. township) в США, в окрузі Батлер штату Пенсільванія. Населення — 17 230 осіб (2020).

## Демографія
Згідно з переписом 2010 року, у селищі мешкало 17 248 осіб у 7409 домогосподарствах у складі 4880 родин. Було 7875 помешкань
Расовий склад населення:
| - 97,4 % — білих - 0,8 % — чорних або афроамериканців - 0,5 % — азіатів - 0,1 % — корінних американців |

До двох чи більше рас належало 0,9 %. Частка іспаномовних становила 1,0 % від усіх жителів.
За віковим діапазоном населення розподілялося таким чином: 19,3 % — особи молодші 18 років, 60,0 % — особи у віці 18—64 років, 20,7 % — особи у віці 65 років та старші. Медіана віку мешканця становила 46,3 року. На 100 осіб жіночої статі у селищі припадало 93,7 чоловіків;  на 100 жінок у віці від 18 років та старших — 90,7 чоловіків також старших 18 років.
Середній дохід на одне домашнє господарство  становив 71 109 доларів США (медіана — 56 881), а середній дохід на одну сім'ю — 87 495 доларів (медіана — 74 227). Медіана доходів становила 55 064 долари для чоловіків та 39 957 доларів для жінок. За межею бідності перебувало 8,4 % осіб, у тому числі 13,3 % дітей у віці до 18 років та 3,7 % осіб у віці 65 років та старших.
Цивільне працевлаштоване населення становило 8509 осіб. Основні галузі зайнятості: освіта, охорона здоров'я та соціальна допомога — 28,4 %, виробництво — 13,4 %, роздрібна торгівля — 12,5 %.